# 比佛利山半岛酒店
比佛利山半岛酒店（英語：The Peninsula Beverly Hills）是一个位于美国洛杉矶比佛利山的五星级酒店。隶属于香港上海大酒店旗下半岛酒店集团。

## 历史
1991年8月开业，是比佛利山近20年首家新开业的奢华酒店。